# Juventude em marcha
Juventude em marcha è un film del 2006 diretto da Pedro Costa.